# Gustaf Oxenstierna (1613–1648)
Gustaf Gabrielsson Oxenstierna af Croneborg, född 29 augusti 1613, död 31 maj 1648, var en svensk friherre som 1651 (efter sin död) upphöjdes till greve, riksråd. Han var brorson till Axel Oxenstierna.

## Biografi
Gustaf Oxenstierna af Croneborg föddes 1613 och var son till Gabriel Gustafsson Oxenstierna. Han blev i oktoberg 1621 student vid Uppsala universitet. Oxenstierna blev 1 november 1639 landshövding i Västmanlands län, samt silverbergslagen och järnbergslagen. Han var från 28 maj 1642 guvernör i Reval samt över Estland, i vilken befattning han 1646 efterträddes av sin kusin Erik Axelsson Oxenstierna.[källa behövs] Oxenstierna blev 25 januari 1645 riksråd samt kansliråd och var även från 6 mars 1646 häradshövding i Stora och Lilla Savolaks. Han avled 1648 och begravdes 22 oktober samma år i Tyresö kyrka. Efter sin död blev Oxenstierna upphöjd till grevligt stånd för sina döttrar 10 november 1651.
Maria Sofia De la Gardie och Oxensteirna anlade ett tegelbruk vid Farstas vik, vilket efter hans död uppkallades efter honom av hans änka, Gustavsberg.
Oxenstierna ägde gårdarna Kimito friherreskap i Finland, Tyresö slott i Tyresö socken och Sturefors slott i Vists socken.

### Familj
Oxenstierna gifte sig 12 februari 1643 med grevinnan Maria Sofia De la Gardie (1627–1694). Hon var dotter till generalfältherren Jakob De la Gardie och Ebba Brahe. De fick tillsammans barnen Gustaviana Juliana Oxenstierna (1644–1675) som var gift med överståthållaren Christopher Gyllenstierna af Ericsberg och Märta Sofia Oxenstierna (1645–1698) som var gift med generalguvernören Gustaf Persson Banér.